# Frank Harper
Frank Harper (*  1962) ist ein britischer Schauspieler und Regisseur.

## Leben
Er ist bekannt für seine „Hard-Man“-Rollen wie Dog in Bube, Dame, König, grAS (1998), Billy Bright in The Football Factory (2004), einen weißen Nationalisten in South West 9 und einen Bankräuber in Harry Enfields Komödie Kevin und Perry tun es. Er trat auch im Musikvideo Fit But You Know It der The Streets auf. Während seiner Karriere trat Harper auch in vielen britischen Fernsehshows wie The Bill, Doctors, Lovejoy und Waking the Dead – Im Auftrag der Toten auf.
Sein Regiedebüt hatte er 2012 mit Footsoldiers of Berlin – Ihr Wort ist Gesetz.
Er ist Fan des Londoner Fußballclubs FC Millwall und war Mitglied der dortigen Hooliganszene. Sein Vater, Dave Harper, spielte für den FC Millwall Fußball.

## Filmografie (Auswahl)
- 1988: Für Königin und Vaterland (For Queen & Country)
- 1990: Tight Trousers
- 1993: Im Namen des Vaters (In the Name of the Father)
- 1998: Bube, Dame, König, grAS (Lock, Stock and Two Smoking Barrels)
- 2000: Kevin und Perry tun es (Kevin & Perry Go Large)
- 2000: Shiner
- 2001: South West 9
- 2002: Kick It Like Beckham (Bend It Like Beckham)
- 2004: Calcium Kid (The Calcium Kid)
- 2004: The Football Factory
- 2005: Lust Connection
- 2005: Waking the Dead – Im Auftrag der Toten (Waking the Dead, Fernsehserie, 1 Episode)
- 2006: This Is England
- 2007: Permanent Vacation
- 2007: Footsoldier (Rise of the Footsoldier)
- 2009: Dubplate Drama
- 2010: StreetDance 3D
- 2012: Footsoldiers of Berlin – Ihr Wort ist Gesetz (St George’s Day, auch Regie)
- 2013: Ripper Street (Fernsehserie, 6 Episoden)
- 2013: The Nephilim
- 2020: Silent Night
- 2021: Nemesis